# Зенит-510
Зени́т-510 — малоформатный компактный простейший фотоаппарат, выпускавшийся на Красногорском механическом заводе с 2000 по 2002 год.
После появления компактного простейшего фотоаппарата «Зенит-35F» (ЛОМО, 1987 год) на КМЗ появились проекты собственных аналогичных камер (не реализованы).
С 2000 году КМЗ совместно с тайваньской компанией Toptronic начал выпуск линии «Зенит-510», «Зенит-520», «Зенит-610», «Зенит-620», получившей наименование «линия SKINA».
Фотоаппаратов «Зенит-510» выпущено 12 850 экз.
Фотоаппарат «Зенит-510» — автомат с приоритетом единственной выдержки (1/140 с).

## Технические характеристики
- Корпус пластмассовый бесфутлярной конструкции. При переноске объектив закрывается сдвижной заслонкой, происходит блокировка спусковой кнопки с отключением источника электропитания. Задняя стенка открывающаяся.
- Размер кадра — 24×36 мм.
- Тип применяемого фотоматериала — плёнка типа 135 в стандартной кассете.
- Ввод значений светочувствительности фотоплёнки — DX-кодом. Значения светочувствительности — 100, 200 и 400 ед. ГОСТ (ASA). При использовании кассеты без DX-кода аппараты определяют светочувствительность как 100 ед. ГОСТ (ASA).
  - Экспокоррекция не предусмотрена.
  - Облегченная зарядка фотоплёнки.
- Взвод затвора, перемотка плёнки и обратная перемотка — встроенным электроприводом.
- Объектив — трёхлинзовый (тип объектива и наличие просветления в инструкциях не указаны).
  - Фокусное расстояние — 35 мм.
  - Максимальное значение диафрагмы f/4,5.
  - Объектив жестковстроенный, сфокусирован от 1,5 м до «бесконечности».
- Фотографический затвор — центральный, единственная выдержка 1/140 с.
- Видоискатель оптический.
- Источник питания — два элемента АА.
- Встроенная фотовспышка, включение фотовспышки автоматическое или принудительное.
  - Подавление эффекта «красных глаз».
- Штативное гнездо отсутствует.